# 少女旅行者
《少女旅行者》（日语：／ Shōjo Toraberā）是日本女子組合9nine的第9張單曲，於2012年1月25日由SME Records發售。

## 概要
本作是9nine在2012年的第1張單曲，也是前作《滴答☆2NITE》後僅相隔一個月的新單曲。A面曲《少女旅行者》是自《Cross Over》以來連續第5張單曲進行了商業合作，合作對象是NNS電視動畫《惡魔奶爸》。本作共分「通常盤」、「初回生產限定盤A」、「初回生產限定盤B」和「初回生產限定盤C」共四種形態發售。本作是9nine首張登上Oricon公信榜週榜頭十名的單曲作品。

## 收錄曲
CD（四版本相同）
1. 少女旅行者 [4:42]
作曲、編曲：Kouichiro Takahashi，作詞：tzk
2. 單色 [4:38]
作曲、編曲：Kouichiro Takahashi，作詞：Nozomi Maezawa
3. SHINING☆STAR (tofubeats remix) [6:59]
4. 少女旅行者（Instrumental）
5. 單色（Instrumental）

DVD（只限初回生產限定盤）
- 初回生產限定盤A

1. 「少女旅行者」（Music Video）
2. 「少女旅行者」（Music Video Making）
3. 「少女旅行者」（Dance Shot ver.）

- 初回生產限定盤B

1. 「滴答☆2NITE」（Music Video）
2. 「滴答☆2NITE」（Music Video Making）
3. 「滴答☆2NITE」（Dance Shot ver.）

- 初回生產限定盤C

1. 《夏 wanna say love U》發賣活動握手会3,939人達成前的軌跡
2. 3,939人握手達成紀念「9nine Beach Party 2011」/2011.8.17（「too blue」、「119」、及成員評論）
3. 交換卡片（全6種、極罕有1種）
4. 《惡魔奶爸》Wide Cap貼紙（只限初回出貨的通常盤）

## 商業合作
| 曲名       | 商業搭配                                                    |
| ---------- | ----------------------------------------------------------- |
| 少女旅行者 | 讀賣電視台、日本電視台系電視動畫《惡魔奶爸》2012年1月結尾曲 |
| 少女旅行者 | 日本電視台系《這樣不是偶像!?》片頭曲                        |

## 外部連結
- SME Records介紹網站
  - 初回生産限定盤A （页面存档备份，存于）
  - 初回生産限定盤B （页面存档备份，存于）
  - 初回生産限定盤C （页面存档备份，存于）
  - 通常盤 （页面存档备份，存于）
- 音樂影片
  - YouTube上的【HD】9nine　『少女トラベラー』